# Gotham
|  | Aquest article tracta sobre la font tipogràfica. Si cerqueu la ciutat de l'univers Batman, vegeu «Gotham City». |

Gotham és una lletra tipogràfica dissenyada per Tobias Frere Jones l'any 2000. Les formes de les lletres estan inspirades en una font de senyals arquitectònica que es va fer popular a mitjans del segle xx, especialment a la ciutat de Nova York.
Des de la seva concepció, Gotham ha estat molt visible gràcies al fet d'haver aparegut en diversos mitjans, especialment a la campanya presencial de Barak Obama el 2008 i a la pedra angular del One World Trade Center 8la torre que es construí on hi havia l'antic World Trade Center de Nova York).

## Disseny
Gotham va ser originalment encarregada per la revista GQ, els editors de la qual volien mostrar un estil de lletra sense gaire serif, amb una estructura geomètrica, que es veiés masculina, nova i fresca.
D'acord amb Jonathan Hoefler (soci de Tobias Frere Jones en aquell moment), GQ necessitava alguna cosa molt fresca i establerta per a guanyar credibilitat.
La inspiració de Frere-Jones venia del temps en el qual ell fotografiava els carrers i les avingudes de Manhattan, basat en el seu disseny, amb les lletres que va veure als edificis més antics, especialment a la paret de la terminal d'autobusos de l'autoritat portuària. Gotham té un estil similar al que es va originar el 1920, com el que té la lletra Futura, creada el 1927 per Paul Renner. Tal com l'arquitectura d'aquella dècada, Frere Jones, va reduir el seu disseny a l'essencial, i es va desfer dels elements locals o ètnics indesitjables. Aquest concepte es troba en la tipografia utilitzada durant la Gran Depressió, tant als Estats Units com a Europa, particularment a Alemanya.
Les opinions sobre Gotham es concentren en la seva identitat com una característica dels Estats Units, específicament de Nova York. Segons Davis Dunlap, al New York Times, Gotham evoca deliberadament el sentit dels blocs i les inconscients lletres arquitectòniques que dominaren el paisatge urbà de Nova York entre els anys 1930 i 1960.
Andrew Romano, de Newsweek, coincideix amb Dunlap: «A diferència d'altres lletres sense remats, no és alemanya, no és francesa, no és suïssa […] és molt americana».